# ウォー・ギター

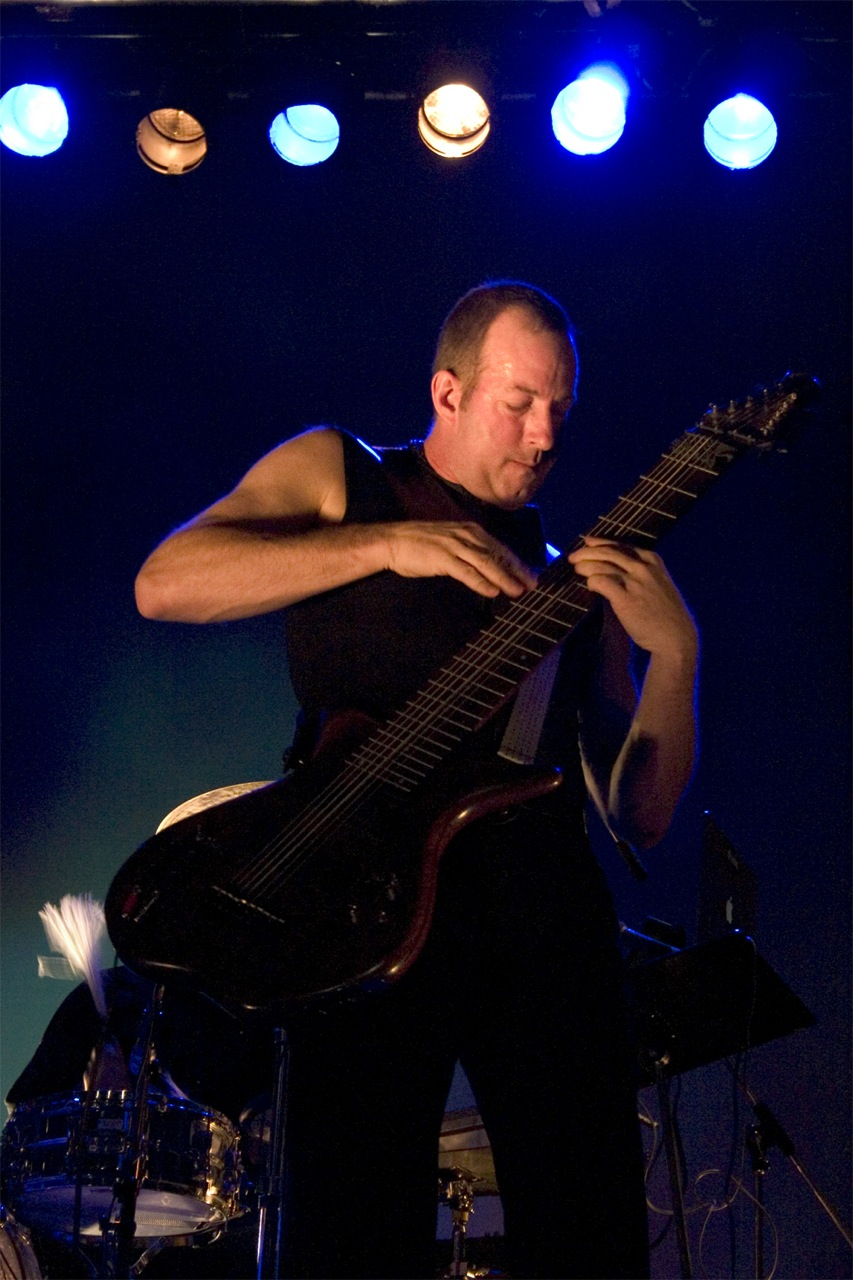
ウォー・ギターを演奏するトレイ・ガン（2005年）

ウォー・ギター（Warr Guitar）は、アメリカで生まれたタッチ・ギターで、単一のフレットボードにベースとメロディの両方を奏でる弦を組み合わせたタイプの楽器である。もう一種類の両手でタップする楽器、チャップマン・スティックと似たところがある。ウォー・ギターは両手によるタッピング奏法、またはかき鳴らす奏法ができるように設計されている。ウォー・ギターには、7弦から14弦までのバリエーションがある。
おそらく最も有名なウォー・ギター奏者は、かつてプログレッシブ・ロック・バンドのキング・クリムゾンに在籍したトレイ・ガン、そしてビホールド...ジ・アークトプスのコリン・マーストンである。